# Selena
 Ovo je glavno značenje pojma Selena. Za druga značenja pogledajte Selena (razdvojba).
Selena (grč. Σελήνη, Selếnê) u grčkoj mitologiji božica je Mjeseca, ujedno i njegova personifikacija; kći Titana Hiperiona i Teje, Helijeva i Ejina sestra. Selenin je pandan u rimskoj mitologiji božica Luna.

## Etimologija
Selenino ime vjerojatno je izvedeno od grčke riječi selas = "svijetao".

## Karakteristike
U poslijerenesansnoj umjetnosti, Selena je prikazivana kao prekrasna žena blijeda lica kako vozi srebrnu kočiju koju vode volovi ili konji. Često je prikazivana kako jaše konja ili bika, noseći haljine i baklju, a na glavi joj je polumjesec. Poslije ju je u grčkoj mitologiji zasjenila Artemida, a u rimskoj Dijana.

## Mitologija

### Obitelj
Helije je Selenin brat. Nakon što on završi svoj put preko nebesa, Selena preuzima njegovo mjesto. Oboje su personifikacije, Helije Sunca, a Selena Mjeseca. Njihova je sestra Eja, personifikacija zore.
Kao posljedak toga što ju je u grčkoj mitologiji zasjenila Artemida, često se pripisuje Seleni da je, poput Artemide, Zeusova kći. No, uglavnom je smatrana Titanidom. U homerskoj himni Hermesu govori se da je ona "svijetla Selena, kći gospoda Palanta, Megamedova sina"'.

### Ljubav
Apolonije od Roda donosi priču da je Selena voljela smrtnika — prekrasnog lovca ili pastira (u Pauzanijevoj inačici — kralja) Endimiona iz Male Azije. Bio je tako prekrasan da je Selena zamolila Zeusa da ga učini besmrtnim tako da je nikad ne ostavi.
U drugoj inačici mita sam Endimion odlučuje zauvijek živjeti u snu. Selena je s njime imala pedeset kćeri.
Homerska himna o Seleni donosi da je Selena Zeusu rodila kćeri Pandiju, sjajan i pun Mjesec te Herzu. Prema nekim izvorima, njezin je potomak i nemejski lav.
Selena je imala i vezu s Panom koji ju je zaveo odjenuvši se u ovčju kožu te joj je dao jaram bijelih volova koji su vukli kočiju. U homerskoj himni njezinu su kočiju vukli dugogrivi konji.

## Vanjske poveznice
- Selena u klasičnoj literaturi i umjetnosti (engl.)
- Selena u grčkoj mitologiji (engl.)